# Erioptera megophthalma
Erioptera megophthalma är en tvåvingeart som beskrevs av Alexander 1918. Erioptera megophthalma ingår i släktet Erioptera och familjen småharkrankar. Inga underarter finns listade i Catalogue of Life.